# Monte Tabwemasana
El monte Tabwemasana es el punto más alto de la isla Espíritu Santo y el punto más alto de Vanuatu, en el Pacífico Sur. Ubicado al oeste de la isla, tiene una altitud de 1879 metros.